# Szczupieńczykowate
Szczupieńczykowate (Aplocheilidae) – rodzina ryb karpieńcokształtnych (Cyprinodontiformes). Cechą charakterystyczną są czarne plamy na płetwie grzbietowej samic.

## Występowanie
Madagaskar, Seszele, Półwysep Indyjski, Sri Lanka i archipelagi indo-malezyjskie po Jawę. Wcześniej zaliczano do tej rodziny występujące w Ameryce strumieniakowate oraz afrykańskie Nothobranchiidae.

## Klasyfikacja
Rodzaje zaliczane do tej rodziny:
Aplocheilus — Pachypanchax